# Diocese de Crateús
A Diocese de Crateús (Dioecesis Crateopolitana) é uma circunscrição eclesiástica da Igreja Católica no Brasil, pertencente à Província Eclesiástica de Fortaleza e ao Conselho Episcopal Regional Nordeste 1 da Conferência Nacional dos Bispos do Brasil, sendo sufragânea da Arquidiocese de Fortaleza. A sé episcopal está na Catedral Senhor do Bonfim, na cidade de Crateús, no estado do Ceará.

## Histórico
A Diocese de Crateús foi erigida canonicamente pelo Papa Paulo VI, por meio da Constituição Apostólica  Pro apostolico, de 28 de setembro de 1963, a partir de território desmembrado das dioceses de  Iguatu e  Sobral. A instalação da Diocese se deu a 9 de agosto de 1964, quando tomou posse seu primeiro bispo.

## Geografia
A Diocese está localizada no oeste do Estado do Ceará, tendo como limites a Arquidiocese de Teresina e as dioceses de Campo Maior, Iguatu, Picos, Quixadá, Sobral e Tianguá. Possuí uma área de 20.352,9 km2. Sua população é de 396.320 habitantes, com densidade demográfica de 18,1 hab/km2 (IBGE 2007). Possui 14 paróquias.
A diocese abrange 13 municípios, em três microrregiões.
- Microrregião do Sertão de Crateús
  - Ararendá
  - Crateús
  - Independência
  - Ipaporanga
  - Monsenhor Tabosa
  - Nova Russas
  - Novo Oriente
  - Quiterianópolis
  - Tamboril

- Microrregião de Ipu
  -  Ipueiras
  - Poranga

- Microrregião do Sertão de Inhamuns
  - Parambu
  - Tauá.